# Bučje
Bučje es una localidad de Croacia, integrante de la municipalidad de Pakrac, condado de Požega-Eslavonia.

## Geografía
Se encuentra a una altitud de 361 m s. n. m. a 146 km de la capital nacional, Zagreb.

## Demografía
En el censo 2021 el total de población de la localidad fue de 13 habitantes.
| Gráfica de población de Bučje 1857-2021                             |
|                                                                     |
| Según los censos de población de la oficina estadística de Croacia. |

| Año  | Total | Croatas | Serbios | Musulmanes | Yugoslavos | Otros |
| ---- | ----- | ------- | ------- | ---------- | ---------- | ----- |
| 1961 | 170   | 25      | 136     | -          | -          | 1     |
| 1971 | 182   | 13      | 160     | -          | 1          | 8     |
| 1981 | 145   | 4       | 96      | -          | 44         | 1     |
| 1991 | 142   | 10      | 123     | -          | -          | 3     |

## Historia

### Segunda Guerra Mundial
Durante la Segunda Guerra Mundial, la localidad fue sede de diversos enfrentamientos entre tropas Ustaša y Partisanos comunistas liderados por Josip Broz (Tito). Los mismos se iniciaron al poco tiempo de la invasión alemana a Yugoslavia.
- 10 de noviembre de 1941: En la aldea, combatientes del Destacamento Psunj incendiaron el edificio municipal, desarmaron a los guardias, tomaron armamento y dinero y quemaron los archivos municipales.[10]
- 23 de diciembre de 1941: En la aldea de Rogulje y de Bučje, partes de los Destacamentos Psunj y Papucko-Krndian lucharon duramente con los Ustaša y les causaron pérdidas.[10]
- 2 de junio de 1942: Parte del Destacamento Psunj ocupó la aldea de Bučje e incendió un edificio municipal y escolar en el que se alojaba a la tropa croata.[10]
- 20 de marzo de 1943. Una ofensiva general alemana con apoyo croata (total 35.000 efectivos) se inició en el área de Papuk y de Krndija (Operación Braun), la que durará hasta el 8 de abril, con el objeto de alejar a los partisanos (XII División de Eslavonia) de la línea ferroviaria Zagreb - Belgrado. Fuertes combates se libraron en los alrededores de Bučje. La operación fue un fracaso sin cumplimentarse los objetivos propuestos. La situación le permitió a los partisanos una importante captura de material.[11][12]
- Abril de 1943: Las unidades de la 12.ª y 17.ª brigadas partisanas de la XII División Eslavonia ocuparon la aldea de Bučje que era defendida por la 4.ª Brigada de Montaña Croata.[10]
- 26 de octubre de 1943: En la aldea de Bucje, con los miembros de la minoría nacional checoslovaca, se formó la 1.ª Brigada Checoslovaca (partisana) "Jan Žiška" de la XIIda División NOVJ.[10] En septiembre de 1943, se comenzó a formar a partir del 1.er Batallón Checoslovaco, de la 12da brigada eslava y el sexto Destacamento del Cuerpo.[13]
- 7 de febrero de 1944: Dos batallones de la 4.ª Brigada de la Guardia Nacional Croata atacaron desde Daruvar y Pakrac (1500 hombres) en dirección a las aldeas de Bučje y Bučko, Kamensko . A la mañana siguiente, la XXVIIIva División y el Destacamento Daruvar se defendieron y obligaron a retirarse a los atacantes a las guarniciones de partida.[10][14]

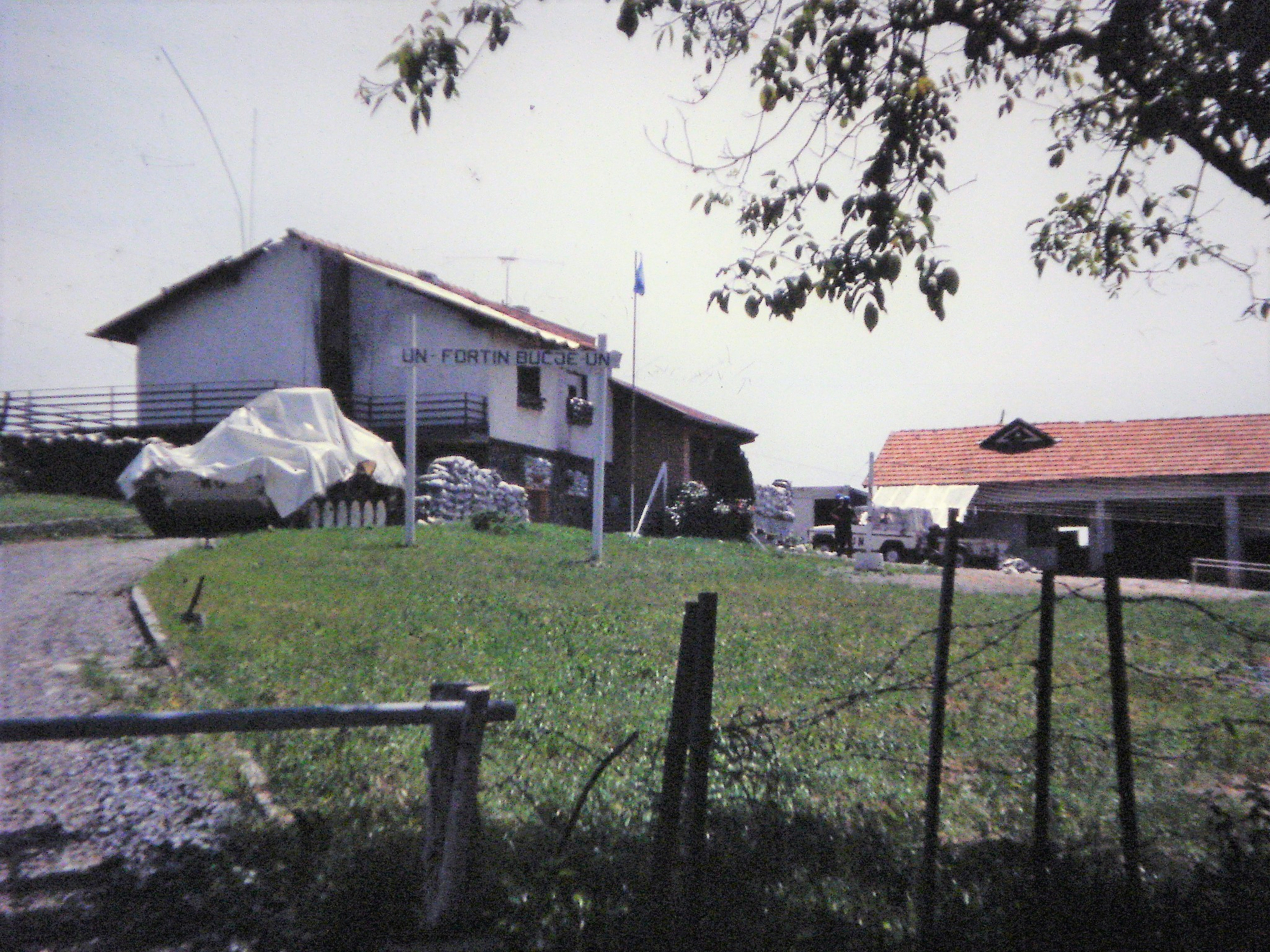
Base de la Compañía A del ARGBAT en Bučje. Mediados de 1994.

### Guerra de Croacia
En la Guerra de Croacia, la zona pasó nuevamente a ser sede de lucha. Con el establecimiento del  Partido Democrático Serbio en Eslavonia Occidental, se establecieron bases de entrenamiento de milicias serbias en Voćin, en el campo militar de Sekulinci, en Bučje, en Zvečevo y en Čeralije.
Durante el levantamiento serbio de agosto de 1991, la localidad pasó a estar bajo su control hasta el 26 de diciembre de ese año en que tras la Operación Papuk-91 pasó a manos croatas. En el lugar funcionó el puesto comando de las Defensas Territoriales del municipio de Pakrac y un campo de detención. Del 3 de septiembre al 14 de diciembre de 1991, se estableció un hospital militar llamado Psunj y luego Papuk en noviembre de 1991.

#### Ocupación Croata de la Localidad
La toma del territorio bajo el dominio serbio en Eslavonia Occidental por parte de la Guardia Nacional Croata (luego Ejército Croata - HV) comenzó en el municipio de Grubišno Polje y parte del municipio de Daruvar con la operación Otkos - 10 el 31 de octubre de 1991 hasta el 4 de noviembre de 1991. El 28 de noviembre de 1991, siguió con la operación Papuk-91, que se prolongó hasta el 3 de enero de 1992. Ésta permitió la liberación de 1230 kilómetros cuadrados de las alturas de Papuk pertenecientes a los municipios de Daruvar, Virovitica, Podravska Slatina, Orahovica y Slavonski Požega y una fracción del municipio de Pakrac.
Como parte de la Operación Papuk-91, se desarrolló la Acción Velebit a cargo del Grupo Operativo Pakrac con la finalidad de ocupar la aldea de Bučje, lo que fue logrado el 26 de diciembre de 1991. También ese día fue ocupada la aldea de Branešci, liberando la ruta Pakrac - Požega.
El día anterior a la toma, al norte de Bučje, unidades de la Brigada HV 136 Podravska Slatina liberaron las aldeas Koturic, Popovci (Zabrdski), Ožegovci y Grđevica. La defensa mayor de las fuerzas serbias se realizó sobre la aldea de Popovci (Zabrdski) donde hubo bajas de ambos bandos. Contrariamente, la situación de las milicias serbias era dramática, al disponer de tropas del JNA en el lugar.
El 25 de diciembre, desde la dirección del este hacia Bučje avanzó la Brigada HV 123 Požega que tomó Kamenska y Mijači (Acción Pecaljka). La Fuerza Aérea Yugoslava prestó apoyo a los serbios y atacó las posiciones de la Brigada. En la zona de Kamenska, las unidades de las Brigadas 123 y 136 se conectaron. El avance croata rodeó parcialmente a Bučje.
El 26 de diciembre, las unidades de la Brigada 123 Požega, de la Brigada 127 Virovitica y de la Brigada 136 Slatina del Ejército Croata comenzaron la acción para ocupar Bučje y las aldeas circundantes:
- A las 0800, la Brigada HV 127 inició el avance desde la dirección oeste y despejó de fuerzas serbias las aldeas de Donja Šumetlica, Gornji Grahovljani y Branešci.[23]
- Las tropas de la Brigada HV 123, proveniente del norte, lanzaron un ataque hacia el sur de la ruta Kamenska - Bučje, dominando las aldeas de Tisovac, Prgomelje, Cikote, Glavica, Rogulje y Jakovci. Las milicias serbias brindaron una pobre resistencia a través de pequeños grupos aislados.[21]
- Parte de las unidades de las Brigadas HV 123 y 136 atacaron la comunicación Kamenska - Bučje, mientras que unidades menores de la Brigada 123 avanzaron hacia las laderas del sur de las alturas de Ravna Gora (eje Novo Zvečevo - Kamenska) para proteger el flanco derecho del avance.[21]
- Fracciones de la Brigada 136, que se unieron a la Brigada 123, entraron en el área de Bučje y continuaron limpiando el área.[21] En la tarde las tropas (posiblemente el Batallón 6 de la Brigada 123[25]) ingresaron a Bučje, la cual estaba vacía.[26]

- Después de la dominación de las aldeas de Bučje y Ožegovci, las unidades de la Brigada 123 se conectaron con las fuerzas de la Brigada 127 en la última.[21]

La fusión de las tres brigadas sobre la ruta Pakrac - Požega materializó la ocupación croata al norte de ese camino y de algunas aldeas en las laderas del norte de Psunj.
Las fuerzas serbias se replegaron de esa zona hacia Rogolja y lograron permanecer en las aldeas de Brusnik y Kraguj, donde establecieron su defensa. En la tarde del 26 de diciembre de 1991, un batallón motorizado de la Brigada Motorizada JNA 125 de Kosovska Mitrovica llegó a la aldea de Kraguj, uniéndose a la Brigada 5 TO de Prijedor. De esta manera se estabilizaron sus posiciones.

### Hechos posteriores
Con el arribo de la Fuerza de Protección de las Naciones Unidas (UNPROFOR) a mediados de 1992, en el lugar se estableció una base de sección. Las tropas de Naciones Unidas se retiraron en septiembre de 1995.
A pesar de la pacificación de la región y del tiempo transcurrido, Bučje permanece escasamente poblada.